# Aotus lanigera
Aotus lanigera är en ärtväxtart som beskrevs av George Bentham. Aotus lanigera ingår i släktet Aotus och familjen ärtväxter. Inga underarter finns listade i Catalogue of Life.